# Верхний Мамон
Ве́рхний Мамо́н — село в Воронежской области Российской Федерации. Административный центр одноимённого района и Верхнемамонского сельского поселения. Населённый пункт воинской доблести.

## География

Старый мост через Дон

Село находится на автомагистрали М-4 «Дон», которая в настоящее время обходит село по новому мосту, а ранее проходила через него.

## История

### Первые упоминания
- 1634 год: «В 1634 г. Белозатонский Юрт (теперь сёла Верхний и Нижний Мамон) получил на оброк Воронежский Алексиево-Акатов монастырь».
- 1653 и 1658 годы: упоминание речки Мамонки
- Конец XVIII века: «Верхний и Нижний Мамон — два однодворческих села, лежащие между собою верстах в осми; Верхний — на реке Дону, а Нижний при устье речки того же имени, впадающей в реку Дон. Сёла сии знатны по хорошему в них хлебородству и скотоводству. Бывают в них летом нехудые ярмарки. В каждом из сих сёл находится по одной церкви, при коих в Верхнем Мамоне по ведомости на 1798 год значится приходских мужеска 1368, а женска 1401 душ; в Нижнем же Мамоне мужеска 842, женска 825.» (из описания Павловского уезда).

### Годы Великой Отечественной войны
В период Великой Отечественной войны 1941—1945 гг. многие уроженцы села ушли на фронт, геройски сражались с немецко-фашистскими захватчиками — их было около трёх тысяч. Большинство верхнемамонцев — участников той войны, домой не вернулось — погибли в боях или пропали без вести. Точное число павших за Родину не известно, имена выясняются, список регулярно пополняется; на сегодня выявлено более 980 имён бойцов, родившихся в селе Верхний Мамон, погибших на полях сражений той войны.
Верхний Мамон вошёл в историю Великой Отечественной войны как место боевой славы воинов Красной Армии. Именно вблизи Верхнего Мамона советские войска перешли в наступление утром 16 декабря 1942 года, и уже к исходу дня продвинулись на 25 километров вглубь оккупированной территории. Так началась победоносная Среднедонская наступательная операция (кодовое название — «Малый Сатурн»), проведённая в период с 16 по 30 декабря 1942 года. В ходе операции 24-у танковому корпусу удалось прорвать оборону противника, корпус совершил исторический 300 километровый рейд по вражеским тылам до станицы Тацинской (Ростовская область), где танкистами был уничтожен ж/д узел и стратегически важный аэродром противника. При этом было уничтожено около 100 транспортных самолётов и тем самым было практически прекращено воздушное снабжение 6-й армии Паулюса в окруженном советскими войсками Сталинграде.

### Современность
3 сентября 2014 года Верхнему Мамону присвоено почётное звание «Населённый пункт воинской доблести» — наименование населённого пункта, удостоенного этого высокого звания, записано в Почётную книгу «Воинская доблесть Воронежской области».
24 ноября 2017 года в Верхнем Мамоне открыт реконструированный мемориальный комплекс, где на гранитных плитах нанесены имена 986 красноармейцев из Верхнемамонского поселения и 485 красноармейцев, погибших в ходе операции «Малый Сатурн» в 1942 году на территории Верхнемамонского сельского поселения.

## Население
| 1859 | 1897  | 1959  | 1979  | 1989  | 2002  | 2010  | 2021  |
| ---- | ----- | ----- | ----- | ----- | ----- | ----- | ----- |
| 5364 | ↗8237 | ↘6102 | ↗7084 | ↗7752 | ↗8394 | ↗8561 | ↘7505 |

## Образование
Верхний Мамон известен своим лицеем. В учреждении организовано углубленное и профильное обучение по следующим направлениям: физико-математическое, естественно-научное, гуманитарное. Лицей является структурным подразделением ВГУ. На базе школы ведётся довузовская подготовка учащихся, открыт филиал ВГУ для получения среднего профессионального образования по специальности «финансы и кредит», работает научное общество учащихся «Эврика».

## Люди, связанные с селом
- Барбашинов, Михаил Никанорович (1907—1997) — майор авиации РККА, участник Великой Отечественной войны, Герой Советского Союза (1945).
- Быковский, Михаил Иванович (1919—1944) — капитан пехоты РККА, участник Великой Отечественной войны, Герой Советского Союза (1944).
- Воронцева Мария Константиновна (1935) — депутат Верховного Совета СССР (1966—1979), Герой Социалистического Труда (1973)[13].
- Харланов, Иван Иванович (1912—1943) — старший сержант РККА — командир взвода пехоты, участник Великой Отечественной войны, Герой Советского Союза (1943).